# Test del cammino in sei minuti
Il test del cammino in 6 minuti (in inglese six minutes walking test, o 6MWT) è un test che permette una misura della capacità funzionale di un paziente e viene generalmente consigliato a scopo diagnostico. Si tratta di un test pratico e semplice. Negli ultimi anni proprio per la sua semplicità di esecuzione il test ha destato molto interesse e si è dimostrato adattabile alle diverse situazioni.

## Storia
Esiste una gamma molto diversificata di esami che si possono eseguire per valutare la capacità funzionale di un paziente. Il metodo più semplice è rappresentato dalla somministrazione di un questionario volto a stabilire quanto lavoro esso è ancora in grado di svolgere. A titolo di esempio al paziente si può chiedere: "Quante scale è ancora in grado di salire o per quanti metri può camminare?" A parere di molti chirurghi, per esempio, se un paziente può camminare su 2-3 rampe di scale, sarà anche in grado di sopravvivere ad un intervento chirurgico. Ma i pazienti non sono sempre in grado di ricordare questo tipo di informazioni e possono sovrastimare o sottostimare la loro reale capacità funzionale. Per questo motivo si tende a preferire un test che offra una misura obiettiva (test del cammino) piuttosto che la somministrazione di un questionario.
I cosiddetti "test del cammino" (walking test) sono stati utilizzati fin dal 1960. Fu introdotto per la prima volta da Kenneth H. Cooper e Blake, appassionati di aerobica e fitness. Venne considerato fin dall'inizio un test di idoneità fisica veloce e di facile esecuzione per stimare le capacità funzionali in individui sani. Inizialmente il test del cammino aveva una durata di 12 minuti. Successivamente il test fu portato ad una durata di 6 minuti per facilitare la collaborazione dei soggetti da esaminare e venne applicato dapprima in ambito pneumologico, quindi in riabilitazione cardiorespiratoria. Anche in queste nuove applicazioni il test ha dimostrato di mantenere un buon valore diagnostico e prognostico.
Il test è stato usato per stimare la capacità di esercizio e il grado di autonomia sia nei pazienti anziani che nei bambini. Negli ultimi 20 anni il test è stato utilizzato anche come strumento di valutazione e di stratificazione prognostica per soggetti affetti da scompenso cardiaco. È stato inoltre segnalato come indicatore di morbilità e mortalità

## Indicazioni e controindicazioni
Le indicazioni alla esecuzione di un test del cammino sono molteplici, ma certamente la più importante è quella di misurare la capacità funzionale, prima e dopo il trattamento, in un paziente con insufficienza cardiaca moderata o grave o malattia polmonare. La capacità di esercizio fisico è infatti indice dell'efficienza del sistema respiratorio, cardiovascolare e dell'intero organismo.

### Controindicazioni assolute
- Angina instabile.
- Dispnea e scompenso cardiaco.
- Aritmie ventricolari gravi.
- Infarto miocardico acuto e complicanze dell'infarto miocardico (tamponamento cardiaco, insufficienza valvolare acuta, edema polmonare).

### Controindicazioni relative
Nel caso di controindicazioni relative è utile che il test sia effettuato sotto monitoraggio telemetrico continuo.
- Angina stabile.
- Ipertensione arteriosa grave (III e IV stadio: pressione sistolica >180 mmHg e diastolica >100 mmHg).
- Aritmie ipercinetiche

## Procedimento

### Accorgimenti pre-esecuzione
Il test è facile da attuare, ben tollerato, sicuro, e non richiede strumentazioni particolari. Tuttavia è bene che sia eseguito in un luogo dove si possa prontamente intervenire in caso di emergenza. Per lo stesso motivo un defibrillatore portatile, farmaci d'urgenza ed ossigeno debbono essere a disposizione del personale che esegue il test. In caso di assenza di un medico (la cui presenza non è da tutti ritenuta strettamente necessaria, ma che deve essere comunque reperibile in caso di necessità) è bene che il personale sia certificato per l'esecuzione di manovre rianimatorie di base (BLS).
Non è necessario sospendere la terapia medica eventualmente in atto al momento dell'esecuzione del test

### Esecuzione del test
L'esame si esegue chiedendo al paziente di camminare per 6 minuti lungo un corridoio avente una superficie di marcia rigida. Il test può essere eseguito al chiuso oppure, in caso di bel tempo, anche all'aperto purché su un percorso ben delimitato e privo di ostacoli. Il corridoio deve avere una lunghezza di almeno 30 metri.  Pare infatti che un corridoio od un percorso più corto, obblighi il paziente a continue svolte, alterando la corretta esecuzione del test e riducendo artificiosamente la distanza complessiva percorsa. Il test del cammino dei 6 minuti può essere eseguito in qualsiasi ora della giornata.
È bene comunque attendere almeno un'ora di tempo dai pasti principali. È inoltre buona cosa non eseguire il test a digiuno per evitare la possibilità di una crisi ipoglicemica durante e dopo il test. Il paziente non deve avere eseguito alcuna attività fisica intensa nelle due ore precedenti il test. È bene che il paziente indossi dei vestiti comodi e scarpe da ginnastica o simili.
Il 6MWT è basato su una modalità cosiddetta self pace: il paziente sceglie cioè la sua intensità di sforzo. Il paziente è infatti invitato dal sanitario a camminare alla velocità preferita e può effettuare soste, riprendere il cammino ed utilizzare il bastone, se è abituato a farlo. Se il paziente utilizza normalmente O2 portatile, il suo utilizzo durante il test può e deve essere concesso. Durante l'esecuzione dell'esame al paziente è applicato un cardiofrequenzimetro ed un saturimetro che rilevano sia la frequenza cardiaca che la saturazione (in percentuale) di ossigeno del sangue. Come già accennato il paziente durante il test sceglie la andatura che più gli aggrada, può interrompere la marcia e riprenderla successivamente (cosa che lo distingue da altri test massimali). Il personale è tenuto ad annotare i metri percorsi fino alla prima sosta, i minuti trascorsi, il numero delle soste effettuate, la distanza totale percorsa. Al termine dell'esame può essere richiesto al paziente di eseguire un'emogasanalisi attraverso l'effettuazione di un prelievo di sangue arterioso.
Il test può essere eseguito sia in aria ambiente che nel corso di una fornitura di supplemento di ossigeno (ossigenoterapia con mascherina od occhiali per ossigeno e bombola portatile). Al termine del test è necessario annotare oltre alla distanza totale percorsa anche la percezione della fatica, la frequenza cardiaca e respiratoria raggiunta e la pressione arteriosa (da confrontarsi con quella rilevata ad inizio test).

### Recupero
Al termine del test il paziente va tenuto in osservazione per almeno 10 minuti, a riposo e seduto. Al termine del periodo di recupero si rivalutano i parametri (frequenza cardiaca, frequenza respiratoria, pressione arteriosa, saturazione di ossigeno).

## Sospensione del test
Il personale è tenuto ad interrompere immediatamente il test nel caso il paziente dovesse accusare un improvviso dolore al petto, repentina comparsa di difficoltà respiratoria, crampi e dolore alle gambe, mancanza di forza improvvisa, vertigine, sudorazione profusa e pallore cutaneo.